# 日本レンタルカメラ
日本レンタルカメラ株式会社（にほんレンタルカメラ）は、かつて存在した東京都墨田区に本社を置く、ビデオカメラ・デジタルカメラ・プロジェクターなどの映像機器レンタル専門サイト「レンタルカメラショップ」を運営する会社。
ウェブサイトでのサービス提供の他に墨田区両国、新宿に店舗を展開している（2011年12月28日をもって新宿店は両国本店と統合）レンタル専門のショッピングモール「レンタメモール」の運営も行う。

## 沿革
- 2000年（平成12年）ネットによる映像機材のレンタル事業に参入
- 2005年 6月25日 章栄不動産株式会社が株式買収。渡辺隆社長は退任。宮島一郎就任（章栄不動産の田中常雄前社長の知人）、章栄不動産から社員数名を派遣。
- 2008年 12月 伊勢主税社長に就任
- 2009年 香取周次社長就任